# Ancien pont ferroviaire (Belgrade)
L'Ancien pont ferroviaire (en serbe : Стари железнички мост et Stari železnički most) est situé à Belgrade, la capitale de la Serbie. Il traverse la Save et appartient à la catégorie des pont à poutres en treillis. Il est situé entre le Nouveau pont ferroviaire (en amont) et le pont de Gazela (en aval).

## Histoire
L'ancien pont ferroviaire a été construit entre 1944 et 1946, pour remplacer un pont construit en 1941, détruit pendant la guerre.